# Jean Coffyn-Spyns
Jean Coffyn-Spyns,  né le 30 décembre 1778 à Dunkerque (Flandre française) et décédé le 7 mai 1869 à Dunkerque (Nord) est un homme politique français.

## Biographie
Négociant à Dunkerque, membre de la Chambre de commerce de Dunkerque, il est adjoint au maire en 1826  puis brièvement maire de Dunkerque dont l'arrondissement électoral (le 1er du département du Nord) l'avait choisi pour député, une première fois, le 13 novembre 1822, avec 228 voix (286 votants, 398 inscrits), contre 61 à M. Dequeux-Saint-Hilaire. Il siégea obscurément dans la majorité ministérielle, et fut réélu, le 25 février 1824 par 207 voix sur 256 votants et 389 inscrits contre 45 à M.  Dequeux-Saint-Hilaire. 
M. Coffyn-Spyns, aurait pendant longtemps, et sans succès, sollicité du gouvernement la recette particulière d'Hazebrouck. Il obtient, du moins, le 25 novembre 1826, la Sous-préfecture de Dunkerque jusqu'au 24 mai 1830.

## Distinctions
- Chevalier de la Légion d'honneur par décret du 19 mai 1825[3].

## Sources
« Jean Coffyn-Spyns », dans Adolphe Robert et Gaston Cougny, Dictionnaire des parlementaires français, Edgar Bourloton, 1889-1891 [détail de l’édition]